# Sphaerocarpales
Sphaerocarpales es un orden de hepáticas. Hay aproximadamente veinte especies dentro de este orden, las cuales se subdividen en cuatro familias: Sphaerocarpaceae, Monocarpaceae, Riellaceae y la extinta Naiaditaceae. La inclusión de esta cuarta familia es incierta y, a veces, la familia ha sido asignada a las Haplomitriales o Naiaditales.

## Especies deSphaerocarpales
- Sphaerocarpaceae: 
  - Geothallus tuberosus
  - Sphaerocarpos cristatus
  - Sphaerocarpos donnelli
  - Sphaerocarpos drewei
  - Sphaerocarpos hians
  - Sphaerocarpos texanus

- Monocarpaceae:
  - Monocarpus sphaerocarpus

- Riellaceae: 
  - Riella americana
  - Riella affinis
  - Riella halophila
  - Riella spiculata

- Naiaditaceae: †
  - Naiadita lanceolata